# Cheryl Ladd

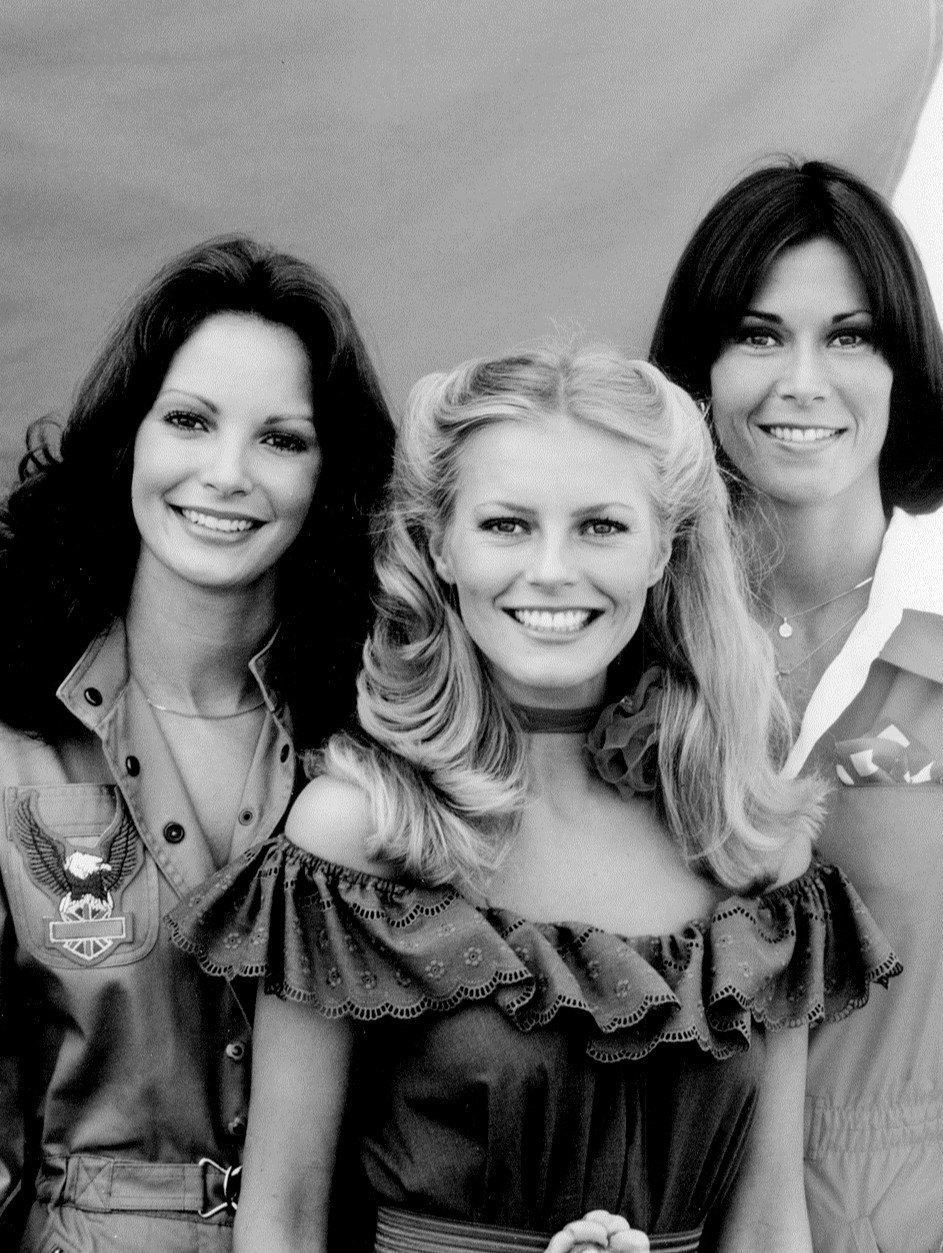
Cheryl Ladd in Charlie's Angels

 Cheryl Ladd, eigenlijk Cheryl Jean Stoppelmoor (Huron, South Dakota, 12 juli 1951), is een Amerikaanse zangeres, auteur en actrice, die het bekendst is van haar rol als Kris Munroe in de televisieserie Charlie's Angels.
In 1977 verving Ladd Farrah Fawcett in Charlie's Angels en bleef tot het eind van de serie in 1981. Zij trad ook op in de serie One West Waikiki. In 1996 schreef zij het kinderboek The Adventures of Little Nettie Windship en in 2005 Token Chick: A Woman's Guide to Golfing With the Boys, een autobiografie waarin haar liefde voor het golfspel centraal staat. Tussen 2003 en 2008 speelde Ladd de bijrol van Jillian Deline – de vrouw van manager Deline – in de televisieserie Las Vegas.
Cheryl trouwde met acteur David Ladd (1947), zoon van filmster Alan Ladd, zij hebben een dochter Jordan. Zij gebruikt als acteur de naam van haar ex-man. Ladd is sinds 1981 getrouwd met Brian Russell, een Schotse platenproducent.

## Discografie
- Josie and the Pussycats (1970)
- Cheryl Ladd (1978) - The single "Think It Over" werd een klein hitje. Het nummer "Walking in the  Rain" op deze lp was de eindmelodie van Charlie's Angels
- Dance Forever (1979) - werd ook gebruikt in Charlie's Angels
- Take a Chance (1981, in Japan)
- You Make It Beautiful (1982, minialbum in Tokio, Japan)